# Ugo Campana
Ugo Campana (Bergamo, ... – ...; fl. XX secolo) è stato un dirigente sportivo e imprenditore italiano.
Fu presidente della società calcistica Entella negli anni 1920, quando la squadra militò nel secondo livello nazionale.

## Biografia
Nacque a Bergamo e si trasferì dapprima a Milano e successivamente a Chiavari, dove fu titolare – assieme al socio Paolo Tacchini – dell'azienda tessile Luigia con sede in via Piacenza e specializzata in forniture militari.
Nella città ligure fu presidente del Circolo Chiavarese e dal 1921 dell'Entella, subentrando in questo ruolo a Francesco Leonardi. Sotto la sua guida la squadra raggiunse il girone finale della Promozione ligure 1921-1922, concluso al secondo posto alle spalle del Vado. In seguito al Compromesso Colombo la squadra venne inquadrata per la stagione successiva in Seconda Divisione, torneo cadetto del campionato italiano di calcio, terminando il campionato con la retrocessione patita in seguito alla sconfitta nello spareggio interdivisionale contro il Veloci Embriaci.
Di ideologia antifascista, successivamente alla marcia su Roma subì disagi economici a causa della sospensione di tutti gli ordini nei confronti della sua azienda tessile, decisa dal Ministro della guerra Armando Diaz e nell'estate del 1923 cedette la presidenza dell'Entella ad Emilio Troili. Fece il suo ritorno in società oltre venti anni dopo, al termine della seconda guerra mondiale, venendo eletto nel 1945 tra i membri del consiglio dell'Entella e rimanendovi sino alla stagione 1952-1953, al termine della quale la gestione del sodalizio passò al commissario Antonio Solari.
Tra il 1953 e il 1955 assunse la presidenza di un'altra squadra sportiva cittadina: la Pro Chiavari. Morì antecedentemente al 1964. 